# Landtagswahlkreis Recklinghausen VI
Der Landtagswahlkreis Recklinghausen VI war ein Landtagswahlkreis in Nordrhein-Westfalen. Er umfasste zuletzt (Landtagswahl 2000) Teile von Dorsten (Stadtteile nördlich der Lippe und Altstadt) und Marl (Stadtkern, Alt-Marl, Brassert, Drewer-Nord, Hüls-Nord, Hamm). Davor (1980 bis 1995) umfasste er Gladbeck.
Mit der Landtagswahl 2005 verlor der Kreis Recklinghausen einen Wahlkreis. Recklinghausen VI wurde dadurch aufgelöst.

## Wahlkreissieger
| Jahr | Wahlkreisname                 | Gebiet                     | Direktmandat     | Partei |
| ---- | ----------------------------- | -------------------------- | ---------------- | ------ |
| 1947 | 92 Recklinghausen-Land, Mitte | alter Kreis Recklinghausen | Paul Seeger      | CDU    |
| 1950 | 92 Recklinghausen-Ld.-Mitte   | alter Kreis Recklinghausen | Paul Seeger      | CDU    |
| 1954 | 92 Recklinghausen-Ld.-Mitte   | alter Kreis Recklinghausen | Fritz Kaßmann    | SPD    |
| 1958 | 92 Recklinghausen-Land-Mitte  | alter Kreis Recklinghausen | Fritz Kaßmann    | SPD    |
| 1962 | 92 Recklinghausen-Land-Mitte  | alter Kreis Recklinghausen | Franz Knauschner | SPD    |
| 1966 | 94 Recklinghausen-Land II     | alter Kreis Recklinghausen | Franz Knauschner | SPD    |
| 1970 | 94 Recklinghausen-Land II     | alter Kreis Recklinghausen | Fritz Kaßmann    | SPD    |
| 1975 | 94 Recklinghausen-Land II     | alter Kreis Recklinghausen | Lothar Hentschel | SPD    |
| 1980 | 82 Recklinghausen II          | Marl ohne Polsum           | Lothar Hentschel | SPD    |
| 1985 | 82 Recklinghausen II          | Marl ohne Polsum           | Lothar Hentschel | SPD    |
| 1990 | 82 Recklinghausen II          | Marl ohne Polsum           | Manfred Degen    | SPD    |
| 1995 | 82 Recklinghausen II          | Marl ohne Polsum           | Manfred Degen    | SPD    |
| 2000 | 86 Recklinghausen VI          | Teile von Dorsten und Marl | Manfred Degen    | SPD    |